# Enantia lina
Enantia lina är en fjärilsart som först beskrevs av Herbst 1792.  Enantia lina ingår i släktet Enantia och familjen vitfjärilar. Inga underarter finns listade i Catalogue of Life.

## Bildgalleri

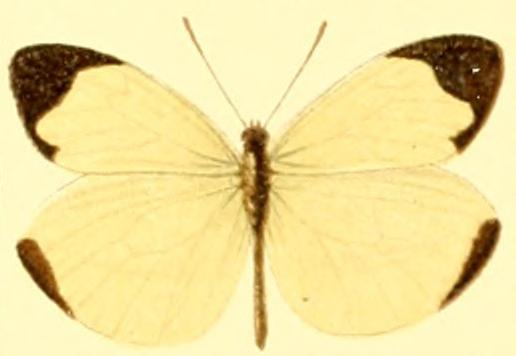
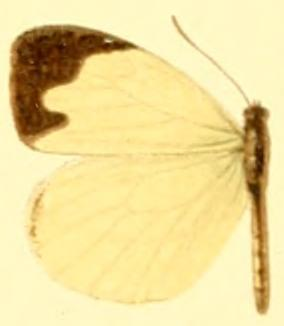
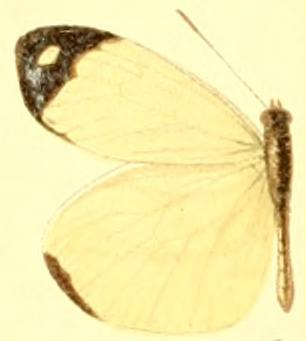
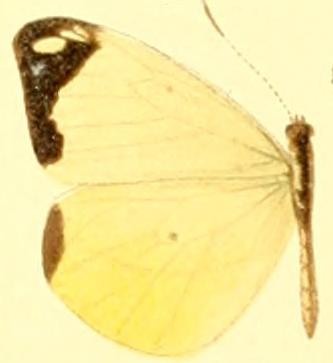
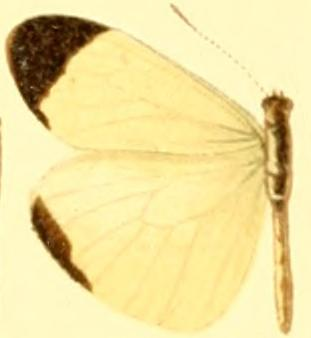
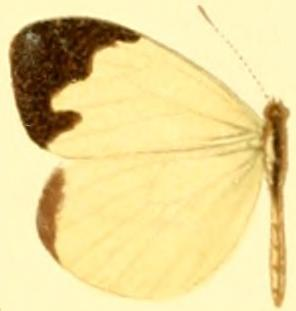